# 38-я стрелковая дивизия
38-я стрелковая дивизия — воинское соединение Вооружённых сил СССР в Великой Отечественной войне

## 1-го формирования
38-я стрелковая Донская Краснознамённая Морозовско-Донецкая имени А. И. Микояна дивизия.
Период нахождения 38-й стрелковой дивизии (первого формирования) в действующей армии в ходе Великой Отечественной войны с 2 июля 1941 года по 27 декабря 1941 года.
Сформирована в 1918 году как 2-я Донская стрелковая дивизия.
В феврале 1919 года в составе 1-й армии дивизия принимала участие в боевых действиях в Башкирии и Зауралье против войск атамана Дутова.
В 1920 году обеспечивала доставку своими отрядами леса с Кавказа в Донбасс. Затем в составе 13-й армии вела боевые действия против армии генерала Врангеля.
С октября 1920 года дивизия вела боевые действия против повстанческой армии батьки Махно.
В ноябре 1920 года 2-я Донская стрелковая дивизия охраняла побережье Азовского моря, штаб дивизии в это время был развернут в Джанкое. В состав дивизии вошли части расформированной 1-й Донской стрелковой дивизии.
С 7 по 27 декабря 1920 года 3-я бригада дивизии принимала участие в обороне Мелитополя.
До июня 1922 года вела бои против повстанческих отрядов Маслака, Каменюка, Попова в бывшей Донской области и Воронежской губернии.

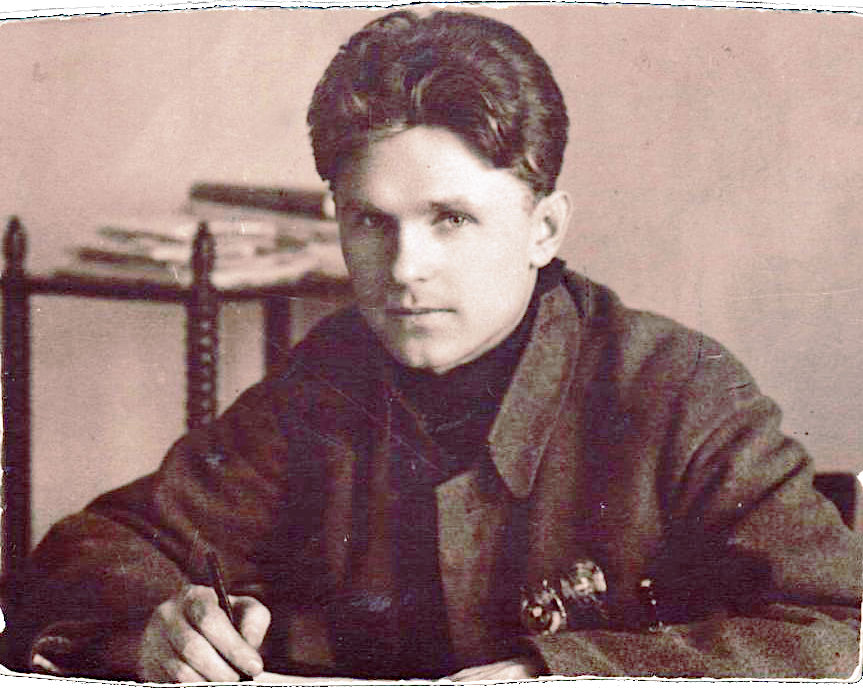
Комиссар 9-й Донской дивизии Петр Иванович Мирошников, 1922—1924 годы, Ростов.

В июне 1922 году переименована в 9-ю Донскую стрелковую дивизию.
В 1930 году дивизия входила в состав Северо-Кавказского военного округа, дислоцировалась в Ростове-на-Дону, её подразделения размещались в Новочеркасске, Таганроге и Зернограде.
В 1936 году 9-я стрелковая дивизия была переименована в 38-ю Донскую Краснознамённую Морозовско-Донецкую имени А. И. Микояна стрелковую дивизию.
В августе-сентябре 1939 года на базе дивизии дополнительно были сформированы 158-я и 171-я стрелковые дивизии СКВО.
К весне 1941 года дивизия содержалась на т. н. шеститысячном штате. В мае 1941 года дивизия была выведена в Персиановские лагеря в Ростовской области где развёрнута до полного штата. С началом войны соединение, наряду с другими тремя стрелковыми и одной горнострелковой дивизией СКВО была передислоцирована на Украину в составе формируемой 19-й Армии. Выгрузившись на станции Белая Церковь, в районе Киева, дивизия сосредоточилась в районе Трушки.
В связи с разгромом Западного фронта переброшена на западное направление в район Рудня, Орша, Смоленск. Части дивизии прибывали разрозненными группами, которые немедленно вводились в бой в ходе Смоленского сражения. 29-й (1-й и 3-й батальоны) и 343-й стрелковые полки с приданными батареями 214-го артиллерийского полка и 134-го дивизиона ПТО в составе 129-й стрелковой дивизии 16-й армии Западного фронта с 16 по 27 июля вели бои в Смоленске. 5 августа несколько десятков человек из штаба 343-го полка со знаменем полка вышли из окружения через Соловьевскую переправу. 2 стрелковых батальона полка (за время боев под Смоленском 3 батальона были сведены в 2, несмотря на полученное 26 июля 129-й дивизией пополнение 975 политбойцов) остались в 129-й дивизии, в которой ещё в сентябре 1941 года существовал 343-й стрелковый полк

Остальная часть дивизии (48-й полк, две роты 2-го батальона 29-го стрелкового полка, 70-й орб) во главе с командиром полковником М. Г. Кирилловым, совместно с 101-й танковой дивизией (прибыла 20 июля) с 17 июля вела ожесточённые бои за Ярцево, сначала против передового отряда 7-й немецкой танковой дивизии, затем против её основных сил. В ходе боёв Ярцево восемь раз переходило из рук в руки, но к моменту остановки немецкого наступления, к 2 августа, осталось за 38-й стрелковой дивизией.
В августе 1941 года дивизия занимала оборону в районе Ярцево, одновременно восстанавливая боеспособность — 16 августа в дивизию вернулся воссозданный 343-й стрелковый полк. На базе оставшегося батальона 29-го стрелкового полка — развернут стрелковый полк.
К началу Вяземской операции дивизия имела численность 9836 человек, оборонялась в районе Ярцево в первом эшелоне 16-й армии на направлении сосредоточения основных усилий объединения. Участок обороны дивизии располагался вне направления ударов противника. 6 октября дивизия была направлена в район Вязьмы, в состав создаваемой 16-й армии на Вяземском направлении для противодействия прорвавшимся группировкам противника. Однако, время было упущено, управление 16-й армии успело избежать окружения (вышло в район Вязьмы по приказу комфронта И. С. Конева), а 38-я стрелковая дивизия попала в группу генерала Ершакова, в составе которой вела бои с 9 по 12 октября пытаясь вырваться из окружения. После прекращения организованного сопротивления бойцы и командиры дивизии выходили из окружения отдельными группами. Группе командира дивизии полковника Кириллова М. Г. выйти из окружения не удалось, на основе военнослужащих дивизии командир сформировал партизанский отряд «Смерть фашизму», группа начальника штаба смогла пробиться к своим войскам.
Приказом Наркома обороны от 27.12.1941 дивизия была расформирована как погибшая на фронте борьбы с немецко-фашистскими захватчиками.

### Боевой состав 38-й сд на 22 июня 1941 года
- 29-й Новочеркасский стрелковый полк (командир — подполковник Бовда М. П.), в боях под Смоленском полком командовал майор Никишкин И. Ф.
- 48-й Зерноградский стрелковый полк (командир — майор Шеремет П. И., комиссар — старший батальонный комиссар А. Ф. Толстопятенко, — до назначения на должность был комиссаром.[2])
- 343-й Ростовский стрелковый полк (командир — майор Аухимик М. И., погиб 31.07.41 при выходе из окружения)
  - 1-й стрелковый батальон (командир — капитан Вишняков И. И.)
- 214-й артиллерийский полк
- 240-й гаубичный артиллерийский полк (командир — майор Базаленко Н. Г.)
- 134-й оиптд, 124-й озад, 70-й рб (командир — капитан Колесников Г. И.), 132-й сапб, 122-й обс, 50-й апд, 52-й медсанбат, 135-я атр (117-й атб), 77-й пах, 193-я ппс, 657-я пкг

### Дивизией командовали
- 1918 год — Мухоперец, Иван Михайлович
- 09.1921 — 04.1922 — Белов, Иван Панфилович
- 04.1922 — 07.1923 — Батурин, Григорий Николаевич
- с 1920 года по март 1923 года — Колчигин, Богдан Константинович
- с марта по октябрь 1923 года — Фабрициус, Ян Фрицевич
- 21.07.1923 — 22.08.1923 — Белов, Иван Панфилович
- хх.хх.1927 — хх.11.1930 — Фесенко, Дмитрий Семёнович
- с 1934 до 11 февраля 1938 — комбриг Фогель, Ян Янович
- с 19 мая 1938 года до середины октября 1941 года — полковник Кириллов, Максим Гаврилович
- октябрь 1939 по февраль 1940 года — подполковник Додонов, Михаил Яковлевич[3]
- с 2 декабря по 27 декабря 1941 года — генерал-майор Найдёнов, Василий Иванович

### Начальники штаба
- с августа по декабрь 1941 года — подполковник Панасюк, Корней Павлович

### Освобождённые города
- 19 июля 1941 года — Ярцево.

### Входила в состав
- в июне 1941 года — 19-й армии
- в июле 1941 года — Оперативная группа Ярцевского направления (группа К. К. Рокоссовского)
- с августа 1941 года — 16-й армии

## 2-го формирования
38-я стрелковая Сталинградская дивизия (второго формирования) сформирована в 1941 году. С 1 марта 1943 года — 73-я гвардейская стрелковая дивизия.
Период нахождения в действующей армии в ходе Великой Отечественной войны с 10 апреля 1942 года по 5 февраля 1943 года.
Соединение сформировано зимой 1941—1942 года в Среднеазиатском военном округе в Алма-Ате, как 460-я стрелковая дивизия. 31 марта 1942 года переименована в 38-ю стрелковую дивизию.
В марте 1942 года 38-я стрелковая дивизия убыла из Казахстана на запад, где в мае 1942 года в составе 28-й армии Юго-Западного фронта участвовала в Харьковской наступательной операции. В июне 1942 года вела оборонительные бои на рубежах рек Северный Донец и Оскол.
В июле 1942 года остатки дивизии были выведены под Сталинград в район Бутурлиновка (посёлок Рынок) для восстановления боеспособности.
С конца июля 1942 года дивизия вела бои на дальних подступах к Сталинграду, в том числе в районе Абганерово, отражая наступление танковой армии Германа Гота на Сталинград. С конца августа 1942 года закрепилась на южной окраине города — в районе Елхи, Красноармейское, где оборонялась до начала контрнаступления.
В ходе контрнаступления дивизия наиболее отличилась в боях января 1943 года, по результатам которых 1 марта 1943 года дивизия была преобразована в 73-ю гвардейскую Сталинградскую дивизию.

### Боевой состав 38-й сд на март 1942 года
- 29-й стрелковый полк
- 48-й стрелковый полк
- 343-й стрелковый полк
- 214-й артиллерийский полк
- 134-й оиптд, 124-й зенбатр, 70-я рр, 160-й минд, 12-й сапб, 122-й обс, 135-я атр, 52-й медсанбат, 172-я орхз, 77-й пхп

### Дивизией командовали
- с 23 декабря 1941 до 19 января 1942 года — генерал-майор Найдёнов В. И. (умер 29.01.1942)
- с 19 января по 31 марта 1942 года — полковник Казимиров А. В.
- с 31 марта по 13 июня 1942 года — полковник Доценко Н. П. (убит 13.06.1942)
- с 15 июня 1942 года по 1 марта 1943 года — полковник (с 3 февраля 1942 года — генерал-майор) Сафиулин Г. Б.

### Освобождённые города
- 15 января 1943 года — Басаргино
- 22 января 1943 года — Воропоново
- 2 февраля 1943 года — Сталинград

### Входила в состав
- в мае-июле 1942 года — 28-й армии
- в августе 1942 года — 64-й армии
- в январе 1943 года — 57-й армии

## 3-го формирования
38-я стрелковая Днестровская Краснознамённая дивизия (третьего формирования) сформирована весной 1943 года.
Период нахождения в действующей армии в ходе Великой Отечественной войны с 9 июля 1943 года по 11 мая 1945 года.

Соединение было сформировано в мае 1943 года на базе стрелковой бригады в Россоши в Орловском военном округе.
С июля 1943 года соединение вошло в состав действующей армии. В сентябре 1943 года, в составе 40-й армии Воронежского фронта, отличилась в наступательных действиях на харьковском направлении.
В последующем в составе 2-го Украинского фронта участвовала в освобождении Украины (в том числе в Уманско-Ботошанской операции 1944 года), в Будапештской наступательной операции в октябре 1944 года, последующих операциях.
8 апреля 1944 года дивизии было присвоено почётное наименование «Днестровская», 24 апреля соединение награждено орденом Красного Знамени.

### Боевой состав дивизии на май 1943 года
- 29-й стрелковый полк
- 48-й стрелковый полк
- 343-й стрелковый полк
- 214-й артиллерийский полк
- 134-й отдельный истребительно-противотанковый дивизион
- 70-я отдельная разведывательная рота
- 132-й отдельный сапёрный батальон
- 122-й отдельный батальон связи
- 135-я автотранспортная рота
- 52-й медико-санитарный батальон
- 172-я отдельная рота химической защиты
- 459-я полевая хлебопекарня
- 924 дивизионный ветеринарный лазарет
- 1075 полевая почтовая станция
- 1101 полевая касса Госбанка

Перечень № 5 Стрелковых, горнострелковых, мотострелковых и моторизованных дивизий, входивших в состав действующей армии в годы Великой Отечественной войны 1941—1945 гг. / А. П. Покровский. — М.: Министерство обороны, 1956. — 218 с.

### Дивизией командовали[4]
- с 9 мая по 10 августа 1943 года — полковник Скляров, Сергей Фёдорович
- с 11 августа по 8 сентября 1943 года — подполковник Есипов, Филипп Степанович
- с 9 по 29 сентября 1943 года — полковник Богданов, Александр Владимирович
- с 30 сентября 1943 года по 17 января 1944 года — полковник Коротков, Андрей Данилович
- с 18 января по 22 марта 1944 года — полковник Крымов, Маргазиан Галлиулович
- с 23 марта по 4 сентября 1944 года — генерал-майор Тимошков, Сергей Прокофьевич
- с 5 по 21 сентября 1944 года — полковник Сажин, Михаил Николаевич
- с 22 сентября по 8 октября 1944 года — генерал-майор Тимошков, Сергей Прокофьевич
- с 9 октября по 13 ноября 1944 года — полковник Сажин, Михаил Николаевич
- с 14 ноября 1944 года по 9 мая 1945 года — генерал-майор Тимошков, Сергей Прокофьевич

Начальники штаба
- с 14 ноября 1944 года по 19 февраля 1945 года — полковник Дубровин, Иван Иванович

## Награды
- 8 апреля 1944 года — Почетное наименование «Днестровская» — почётное наименование присвоено приказом Верховного Главнокомандующего № 081 от 8 апреля 1944 года за отличие в боях с немецкими захватчиками;
- 24 апреля 1944 года —  Орден Красного Знамени — награждена указом Верховного Совета СССР от 24 апреля 1944 года за образцовое выполнение заданий командования при прорыве обороны противника и за форсирование реки Прут и проявленные при этом доблесть и мужество.[5]

Награды частей дивизии:
- 29-й стрелковый ордена Суворова[6] полк
- 48-й стрелковый Трансильванский[7] Краснознамённый[8] полк
- 343-й стрелковый ордена Богдана Хмельницкого[9] полк
- 214-й артиллерийский ордена Кутузова полк
- 132-й отдельный сапёрный ордена Александра Невского[8] батальон

### Отличившиеся воины
38-я стрелковая дивизия 3-го формирования:

Герои Советского Союза:
- Беруашвили, Георгий Иванович, красноармеец, командир отделения 132-го отдельного сапёрного батальона.
- Бикетов, Иван Владимирович, майор, начальник артиллерии 48-го стрелкового полка.
- Биланишвили, Георгий Иванович, майор, заместитель командира 343-го стрелкового полка.
- Гаврилов, Кузьма Антонович, красноармеец, телефонист 703-й отдельной роты связи.
- Гусаков, Пётр Евтихиевич, старший сержант, помощник командира взвода 343-го стрелкового полка.
- Журба, Павел Павлович, красноармеец, командир отделения 132-го отдельного сапёрного батальона.
- Зыков, Николай Никитович, лейтенант, командир роты 132-го отдельного сапёрного батальона.
- Калугин, Александр Михайлович, красноармеец, наводчик орудия 214-го артиллерийского полка.
- Кузминов, Михаил Яковлевич, майор, командир 48-го стрелкового полка.
- Куницын, Пётр Николаевич, старший сержант, командир отделения 132-го отдельного сапёрного батальона.
- Медин, Николай Михайлович, лейтенант, командир роты 29-го стрелкового полка.
- Михеев, Михаил Витальевич, старший лейтенант, командир роты 48-го стрелкового полка.
- Обуховский, Иван Денисович, красноармеец, стрелок 29-го стрелкового полка.
- Оленич, Иван Иванович, младший лейтенант, командир телефонного взвода 703-й отдельной роты связи.
- Соколов, Григорий Семёнович, красноармеец, стрелок 29-го стрелкового полка.
- Шмаровоз, Григорий Степанович, старшина, командир пулемётного взвода 29-го стрелкового полка.

 Кавалеры ордена Славы трёх степеней..
- Королёв, Василий Яковлевич, младший сержант, командир отделения стрелковой роты 343 стрелкового полка.
- Майборода, Николай Яковлевич, старший сержант, разведчик взвода пешей разведки 343 стрелкового полка.

### Освобождённые города
- 11 сентября 1943 года — Гадяч
- 18 сентября 1943 года — Лубны

### Подчинение
- в августе 1943 года — 23-го стрелкового корпуса 47-й армии
- в сентябре 1943 года — 47-го стрелкового корпуса 40-й армии